# WNUV
A WNUV é uma emissora de televisão americana instalada na cidade de Baltimore, no Estado de Maryland. A emissora é afiliada à rede the CW e é sintonizada no Canal 40 digital (ou Canal 54 virtual).
A FCC deu licença ao Canal 54 no início dos anos 80. A emissora só iniciou as atividades em 1º de julho de 1982, como emissora independente, ou seja, sem nehuma afiliação com alguma rede. Em 1993, desistiu de operar estação independente, ao passar ser afiliada à PTEN (hoje extinta). Em 1995, trocou PTEN pela UPN (hoje extinta). Em 1998, trocou UPN pela The WB. Em 2006, com a mudança do nome The WB para The CW, passou ser afiliada da nova rede.
Em 2009, depois quase 27 anos no ar pelo Canal 54 UHF analógico, a emissora deixou ser exibida no canal analógico, devido a transição analógica ao digital iniciada nos Estados Unidos em 1999.